# Lisina
Lisina – niewielkie pasmo gór niskich na południowym skraju Kotliny Panońskiej, w północnej Chorwacji (Slawonii). Należy do grupy panońskich gór wyspowych. Najwyższe wzniesienie – 830 m n.p.m. Graniczy z pasmami Ravna gora na południu i Papuk na wschodzie. 